# Liste der Monuments historiques in Saint-Gorgon-Main
Die Liste der Monuments historiques in Saint-Gorgon-Main führt die Monuments historiques in der französischen Gemeinde Saint-Gorgon-Main auf.

## Liste der Objekte
| Bezeichnung               | Beschreibung                                                                     | Standort                       | Kennzeichnung | Schutzstatus | Datum | Bild           |
| ------------------------- | -------------------------------------------------------------------------------- | ------------------------------ | ------------- | ------------ | ----- | -------------- |
| 24 Kirchenbänke           | Eichenholz, zweite Hälfte des 18. Jahrhunderts                                   | in der Kirche St-Gorgon (Lage) | PM25002378    | Inscrit      | 1975  |                |
| Skulptur Madonna mit Kind | Lindenholz (?), farbig gefasst und vergoldet, zweite Hälfte des 16. Jahrhunderts | in der Kirche St-Gorgon (Lage) | PM25001297    | Classé       | 1975  |                |
| Kanzel                    | Eichenholz, zweite Hälfte des 18. Jahrhunderts                                   | in der Kirche St-Gorgon (Lage) | PM25001298    | Classé       | 1975  | weitere Bilder |
| Taufbecken und -retabel   | mit Gemälde; Eichenholz, Ölfarbe auf Leinwand, 18. Jahrhundert                   | in der Kirche St-Gorgon (Lage) | PM25001299    | Classé       | 1975  |                |
| Glocke                    | Bronze, 1568 gegossen                                                            | in der Kirche St-Gorgon (Lage) | PM25001296    | Classé       | 1942  |                |